# Куонг Самыан
Куонг Самыан (кхмер. គង់ សំអឿន, 1947 — 1976) — камбоджийский актер и кинорежиссер. Являлся одним из самых известных камбоджийских актеров середины 1960-х начала 1970-х годов. Более половины камбоджийских фильмов вышедших в период с 1967 по 1975 годы снимались с его участием. Его карьера оборвалась после прихода к власти Красные Кхмеров в 1975 году. Предположительно умер в 1976 году при невыясненных обстоятельствах.